# Vùng đế chế Franken

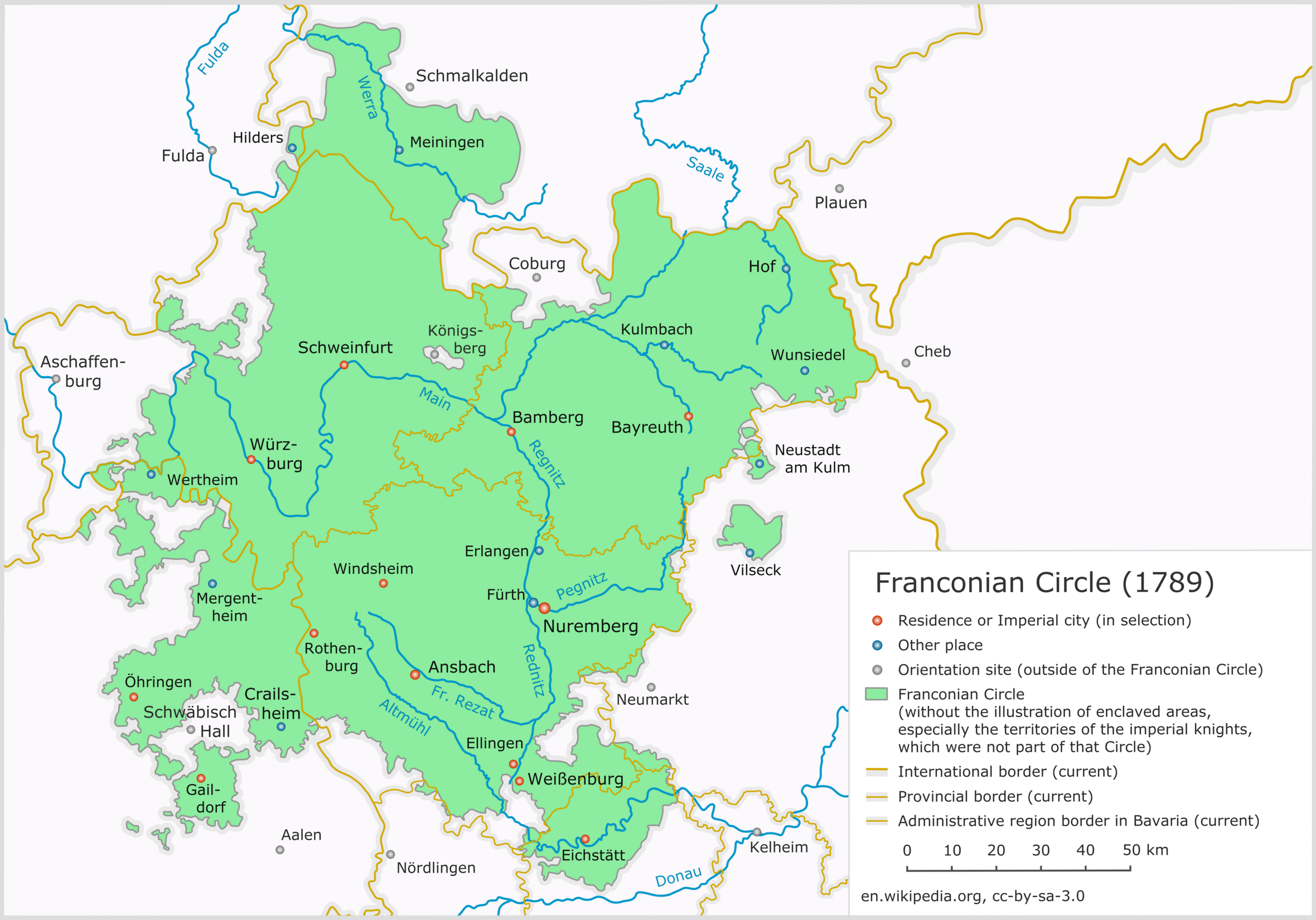
Vùng đế chế Franken vào năm 1789

Vùng đế chế Franken (tiếng Đức: Fränkischer Reichskreis)  là một đơn vị tổ chức hành chính của Đế chế La Mã Thần thánh được thành lập vào năm 1500. Lãnh thổ của nó bao gồm phần phía đông của công quốc gốc Franken trước đây. Danh hiệu "Công tước của Franken" được trao cho Giám mục vương quyền của Würzburg.

## Thành phần
| Tên                      | Loại hình Nhà nước    | Chú thích |
| ------------------------ | --------------------- | --- |
| Ansbach                  | Phiên địa Bá tước     | Thành lập năm 1398, cai trị bởi Vương tộc Hohenzollern. Được Phổ mua lại năm 1791 |
| Bamberg                  | Giáo phận vương quyền | Thành lập năm 1007 bởi Vua Heinrich II, nâng lên thành Giáo phận Vương quyền khoảng năm 1245 |
| Bayreuth                 | Phiên địa Bá tước     | Thành lập năm 1398 tại Kulmbach, cai trị bởi Vương tộc Hohenzollern, liên minh các nhân với Ansbach từ năm 1769. Được Phổ mua lại năm 1791                                                      |
| Castell                  | Bá quốc               | Thuộc quyền trực trị của Hoàng đế từ năm 1202 |
| Eichstätt                | Giáo phận vương quyền | Thành lập năm 1741 by Saint Boniface |
| Erbach                   | Bá quốc               | Thuộc quyền trực trị của Hoàng đế từ năm 1532 |
| Franconia                | Địa hạt Teuton        | Có thủ phủ tại Bad Mergentheim |
| Hausen                   | Freiherr              | Thành lập bởi Bamberg từ năm 1007. Thuộc chế độ công quản cùng với Bayreuth và Nürnberg từ năm 1538                                                                                             |
| Henneberg                | Lãnh địa Thân vương   | Thân vương quốc từ năm 1310. dòng tộc tan rã năm 1583. Được mua lại bởi Saxe-Weimar và Saxe-Gotha năm 1660                                                                                      |
| Hohenlohe                | Bá quốc               | Thuộc quyền trực trị của Hoàng đế từ năm 1450, nâng lên thành thân vương quốc vào năm 1744 |
| Limpurg                  | Freiherr              | Lãnh thổ bao quanh Lâu đài Limpurg gần Schwäbisch Hall |
| Löwenstein               | Bá quốc               | Thuộc quyền trực trị của Hoàng đế từ năm 1494. Trở thành Löwenstein-Wertheim từ năm 1574, nâng lên thành Thân vương quốc năm 1711                                                               |
| Nuremberg                | Thành bang Đế chế     | Quyền trực trị do Frederick II của Hohenstaufen cấp năm 1219 |
| Reichelsberg             | Lãnh địa              | Lãnh thổ xung quanh Lâu đài Reichelsberg gần Aub, ban đầu là thái ấp do Bamberg ban cho Hohenlohe. Từ năm 1401 là thái ấp của Würzburg                                                          |
| Rieneck                  | Bá quốc               | Thành lập năm 1168, lãnh thổ xung quanh Lâu đài Rieneck. Trở thành thái ấp của Mainz từ năm 1366. Dòng tộc tan rã năm 1559, được Gia tộc Nostitz mua lại năm 1673                               |
| Rothenburg ob der Tauber | Thành bang Đế chế     | Quyền trực trị do Rudolph của Habsburg câp năm 1274 |
| Schwarzenberg            | Freiherr              | Thành lập năm 1429 bởi lãnh chúa của Seinsheim, lãnh thổ xung quanh Lâu đài Schwarzenberg gầnScheinfeld. Thuộc quyền trực trị của Hoàng đế từ năm 1599, nâng lên thành Thân vương quốc năm 1670 |
| Schweinfurt              | Thành bang Đế chế     | Thành lập từ năm 1254 |
| Seinsheim                | Lãnh địa              | Thành lập bởi các Bá tước của Schwarzenberg từ năm 1655 |
| Weißenburg               | Thành bang Đế chế     | Thành lập từ năm 1296 |
| Welzheim                 | Freiherr              | Thái ấp của Württemberg, từ năm 1379 đến năm 1713 thuộc Schenken von Limburg |
| Wertheim                 | Ba quốc               | Thành lập vào năm 1132, được Löwenstein sát nhập vào năm 1574 |
| Wiesentheid              | Freiherr              | Thuộc quyền trực trị của Hoàng đế từ năm 1678, được Gia tộc Schönborn mua lại năm 1701 |
| Windsheim                | Thành bang Đế chế     | Thành lập từ năm 1248 |
| Würzburg                 | Giáo phận vương quyền | Thành lập vào năm 741 bởi Saint Boniface, Giáo phận vương quyền từ năm 1168. |